# Список глав государств в 1580 году
Список глав государств в 1579 году — 1580 год — Список глав государств в 1581 году — Список глав государств по годам

## Азия
- Бруней — Саиф Риджал, султан (1530—1581)
- Бухарское ханство — Искандер, хан (1561—1583)
- Великих Моголов империя — Акбар I Великий, падишах (1556—1605)
- Грузинское царство — 
  -  Гурийское княжество — Гиорги II (III) Гуриели, князь (1564—1583, 1587—1600)
  -  Имеретинское царство — Георгий II, царь (1565—1585)
  -  Кахетинское царство — Александр II, царь (1574—1601, 1602—1605)
  -  Картлийское царство — Симон I Великий, царь (1556—1569, 1578—1600)
  -  Мегрельское княжество — Георгий III Дадиани, князь (1557—1573, 1578—1582)
  - Самцхе-Саатабаго — Кваркваре IV, атабег (1573 — 1581)
- Дайвьет — 
  - Мак Мау Хоп, император (династия Мак, на севере) (1562—1592)
  - Ле Тхе-тонг, император (династия Ле, на юге) (1573—1599)
- Индия —
  - Амбер (Джайпур) — Бхагван Дас, раджа[кат.] (1574—1589)
  - Араккал[англ.] — Али, али раджа[англ.] (1545—1591)
  - Ахмаднагарский султанат — Муртаза Низам-шах I, султан (1565—1588)
  - Ахом — Сукхаамфа, махараджа[англ.] (1552—1603)
  - Бидарский султанат — Ибрагим Барид-шах, султан (1579—1586)
  - Биджапурский султанат — Ибрагим Адил Шах II, султан (1580—1627)
  - Биканер — Раи Сингх I, раджа[англ.] (1574—1612)
  - Бунди — Суржан Сингх, раджа (1554—1585)
  - Бхавнагар — Висожи Сартанжи, раджа (1570—1600)
  - Виджаянагарская империя — Шри Ранга I, махараджадхираджа (1572—1586)
  - Голконда — 
    - Ибрагим Кули Кутб Шах, султан[англ.] (1550—1580)
    - Мухаммад Кули Кутб-шах, султан[англ.] (1580—1611)

  - Гулер[англ.] — Джагдиш Чанд, раджа[англ.] (1570—1605)
  - Джайнтия[англ.] — 
    - Бижай Маник, раджа[англ.] (1564—1580)
    - Пратап Раи, раджа[англ.] (1580—1596)

  - Джайсалмер — Бхим Сингх, раджа (1578—1624)
  - Дженкантал[англ.] — Хари Сингх, раджа[кат.] (1530—1594)
  - Джалавад (Дрангадхра) — Раисинжи Мансихжи, сахиб (1563—1584)
  - Дунгарпур — 
    - Аскаран Сингх, раджа (1549—1580)
    - Саха Маль, раджа (1580—1606)

  - Камата — Нара Нарайян, махараджа[англ.] (1540—1586)
  - Кач — Кхенгаржи I, раджа (1548—1585)
  - Качари — Мегха Нарайян, царь (1576—1583)
  - Кашмир — 
    - Лохар-шах, султан (1579—1580)
    - Юсуф-шах, султан (1578—1579, 1580—1586)

  - Келади[англ.] — 
    - Чикка Санканна Найяка, раджа[англ.] (1570—1580)
    - Рама Раджа Найяка, раджа[англ.] (1580—1586)

  - Кочин — Кешава Рама Варма, махараджа (1565—1601)
  - Ладакх — Тсеван Намгьял, раджа[англ.] (ок.1575 — ок.1595)
  - Майсур — Раджа Водеяр I, махараджа (1578—1617)
  - Манди — Нарайн Сен, раджа (1575—1595)
  - Манипур — Мугьямба, раджа[англ.] (1562—1597)
  - Марвар (Джодхпур) — Чандрасен Ратор, раджа (1562—1581)
  - Мевар — Пратап Сингх I, махарана (1572—1597)
  - Наванагар — Сатаджи Вибхаджи, джам (1569—1608)
  - Орчха — Мадхукаршах, раджа (1554—1592)
  - Пратабгарх — Теж Сингх, махараджа (1564—1593)
  - Рева — Рамчандра Сингх, раджа (1555—1592)
  - Самбалпур[англ.] — Джаи Сингх, раджа[англ.] (1578—1611)
  - Синд (династия Тархан) — Мухаммед Баки Тархан, мирза[англ.] (1567—1585)
  - Сирохи — Султан Сингх I, раджа (1572—1610)
  - Сонепур — Мадан Гопал Сингх Део, раджа (1556—1606)
  - Сукет — Удаи Сен, раджа (1560—1590)
  - Танджавур — 
    - Севаппа Найяк, раджа (1532—1580)
    - Ашутхаппа Найяк, раджа (1580—1614)

  - Хандешский султанат — Адил-шах IV, султан (1576—1597)
  - Чамба — Пратапсингх Верман, раджа (1559—1586)
  - Читрал — Сангин Али I, мехтар (1560—1585)
- Индонезия —
  - Аче — Алауддин Мансур Зия, султан (1579—1585/1586)
  - Бантам — 
    - Мулана Юсуф, султан (1570—1580)
    - Мулана Мухаммад, султан (1580—1596)

  - Бачан — Энрике, султан[англ.] (1578/1579 — 1581)
  - Калиньямат[англ.] — Пангеран Арья Жепара, султан[англ.] (1579—1599)
  - Паджанг[англ.] — Хадивиджайя (Джоко Тингкир), султан[англ.] (1568—1586)
  - Сулу — Мухаммад уль-Халим, султан[англ.] (1568—1596)
  - Тернате — Бабуллах Дату Шах, султан (1570—1583)
  - Чиребон[англ.] — Панембахан Рату, султан[англ.] (1570—1649)
- Иран (Сефевиды) — Мухаммад Худабенде, шахиншах (1578—1587)
  -  Каркия — Ахмад-хан, амир (1538—1592)
  -  Падуспаниды — Мохаммад ибн Джахангир, малек (в Кожуре) (1568—1590)
- Казахское ханство — 
  - Хак-Назар, хан (1538—1580)
  - Шигай, хан (1580—1582)
- Камбоджа — Чеи Четтха I, король[англ.] (1576—1594)
- Китай (Империя Мин)  — Ваньли (Чжу Ицзюнь), император (1572—1620)
- Лансанг  — Сен Сулинта, король (1571—1575, 1580—1582)
- Малайзия — 
  - Джохор — Али Джалла Абдул Джалил-шах II, Султан[англ.] (1571—1597)
  - Кедах — Муджаффар Шах III, султан[англ.] (1547—1602)
  - Келантан — Адил уд-дин ибн аль-Мархум, султан[англ.] (1579—1597, 1602—1605)
  - Паттани — Бахдур, султан (1573—1584)
  - Паханг — Мансур-шах II, султан (1555—1590)
  - Перак — Ахмад Тадж ад-дин шах, султан (1577—1584)
- Мальдивы — Хассан IX (Дон Мануэль), султан (1551—1552, 1558—1583)
- Могулистан — Кораиш, хан (в Восточном Могулистане)  (1570—1588)
- Могулия (Яркендское ханство) — Абд ал-Карим, хан  (1559—1591)
- Монгольская империя (Северная Юань) — Тумэн-Дзасагту, великий хан (1557—1592)
- Мьянма — 
  - Аракан (Мьяу-У) — Мин Палаун, царь[англ.] (1572—1593)
  - Таунгу — Байиннаун, царь[англ.] (1550—1581)
- Непал (династия Малла) —
  - Бхактапур — Трелокья Малла, раджа[англ.] (1560—1613)
  - Катманду (Кантипур) — Садашива Малла, раджа[англ.] (1574—1583)
  - Лалитпур — Садашива Малла, раджа[англ.] (ок.1580 — ок.1600)
- Ногайская Орда — Урус, бий (1578—1590)
- Оман — Абдалла ибн Мухаммед, имам (1560—1624)
- Османская империя — Мурад III, султан (1574—1595)
  - Рамазаногуллары (Рамаданиды) — Ибрагим III, бей (1569—1589)
- Рюкю — Сё Эй, ван (1573—1588)
- Сибирское ханство — Кучум, хан (1563—1598)
- Таиланд — 
  - Аютия — Маха Таммарача (Санпхет I), король (1569—1590)
  - Ланнатай — Ноэратха Минсо, король[англ.] (1579—1607/1608)
- Тибет — Нгаванг Дракпа Гяльцен, гонгма[англ.] (1554—1556/1557, 1576—1603/1604)
- Филиппины — 
  - Магинданао — Димасанджай Адель, султан (1578—1585)
- Хивинское ханство (Хорезм) — Хаджи Мухаммад, хан (1558—1603)
- Чосон  — Сонджо, ван (1567—1608)
- Шри-Ланка — 
  - Джафна — Перийяпиллаи, царь[фр.] (1565—1582)
  - Канди — Караллиядде Бандара, царь[англ.] (1552—1581)
  - Котте — Дхармапала, царь (1551—1597)
  - Ситавака — Маядунне, царь (1521—1581)
- Япония — Огимати (Митихито), император (1557—1586)

## Америка
- Новая Испания — 
  - Мартин Энрикес де Альманса, вице-король (1568—1580)
  - Лоренсо Суарес де Мендоса, вице-король (1580—1583)
- Перу — Франсиско де Толедо, вице-король (1569—1581)

## Африка
- Аусса — Мохамед Ибрагим, имам (1577—1583)
- Багирми — Абдалла, султан (1568—1608)
- Бамум — Нгоу II, мфон (султан)[англ.] (1568—1590)
- Бени-Аббас[англ.] — Ахмед Амокран, султан[фр.] (1559—1600)
- Бенинское царство — 
  - Орхогбуа, оба[англ.] (1547—1580)
  - Эхенгбуда, оба[англ.] (1580—1602)
- Борну — Идрис Алаума, маи[нем.] (1564—1596)
- Буганда — Джемба, кабака (ок. 1564 — ок. 1584)
- Варсангали[англ.] — Махмуд, султан[кат.] (1555—1585)
- Вогодого — 
  - Колера, нааба (ок. 1560 — ок. 1580)
  - Сана, нааба (ок. 1580 — ок. 1600)
- Гаро (Боша) — Амбираж, тато[англ.] (1567— ок. 1600)
- Джолоф — Лат-Самба, буур-ба[англ.] (1566—1597)
- Имерина — Раламбо, король[англ.] (1575—1612)
- Кайор — Амари I, дамель (1549—1593)
- Кано[англ.] — Мухаммад Шашер, султан[англ.] (1573—1582)
- Каффа — неизвестный царь (ок. 1565 — ок. 1605)
- Конго — Альваро I, маниконго[англ.] (1568 — 1587)
- Мали — междуцарствие (неизвестный манса) (1559 — ок. 1590)
- Марокко (Саадиты) — Ахмад II аль-Мансур, султан (1578—1603)
- Массина — Бубу II, ардо (1559—1583)
- Мутапа — Негомо Чирисамхуру, мвенемутапа[англ.] (1560—1589)
- Ндонго — Нгола Киломбо киа Касенда, нгола[англ.] (1575—1592)
- Нри[англ.] — Фенену, эзе[англ.] (1512—1582)
- Руанда — Кигели II, мвами (1576—1609)
- Салум — Маад Малеотан Диуф, маад (1567—1612)
- Свазиленд — Дламини II, вождь (ок. 1555 — ок. 1600)
- Сеннар — Дакин, мек (1569—1586)
- Сонгай — Аския Дауд, император (1549—1582)
- Твифо-Хеман (Акваму)[англ.] — 
  - Акото I, аквамухене (ок. 1565 — ок. 1580)
  - Асаре, аквамухене (ок. 1580 — ок. 1595)
- Эфиопия — Сэрцэ-Дынгыль (Малак-Сагад I, император (1563—1597)

## Европа
- Англия — Елизавета I, королева (1558—1603)
- Андорра —
  - Генрих III, король Наварры, князь-соправитель (1572—1610)
  - Уго Амброс де Монткада, епископ Урхельский, князь-соправитель (1580—1586)
- Валахия — Михня II Турок (Таркитул), господарь (1577—1583, 1585—1591)
- Венгрия — Рудольф II, король (1576—1608)
- Дания — Фредерик II, король (1559—1588)
- Ирландия —
  - Десмонд — Домналл Маккарти, король (1558—1596)
  - Тир Эогайн — Турлох Луйнех О’Нилл, король (1567—1593)
- Испания — Филипп II, король (1556—1598)
- Италия —
  - Венецианская республика — Николо Да Понте, дож (1578—1585)
  - Гвасталла — Ферранте II Гонзага, граф (1575—1621)
  - Генуэзская республика — Николо Дориа, дож (1579—1581)
  - Мантуя — Гульельмо I Гонзага, герцог (1550—1587)
  - Масса и Каррара — Альберико I, князь (1568—1623)
  - Монтекьяруголо — Помпонио Торелли, граф (1545—1608)
  - Пармское герцогство — Оттавио Фарнезе, герцог (1551—1586)
  - Пьомбино — Якопо V Аппиани, князь (1545—1585)
  - Тосканское герцогство — Франческо I, великий герцог (1574—1587)
  - Урбино — Франческо Мария II делла Ровере, герцог (1574—1621, 1623—1631)
  - Феррара, Модена и Реджо — Альфонсо II д’Эсте, герцог (1559—1597)
- Крымское ханство — Мехмед II Герай, хан (1577—1584)
- Молдавское княжество — Янку Сасул, господарь (1579—1582)
- Монако — Оноре I, сеньор (1523—1581)
- Наварра — Генрих III, король (1572—1610)
- Норвегия — Фредерик II, король (1559—1588)
- Папская область — Григорий XIII, папа (1572—1585)
- Португалия — Энрике, король (1578—1580)
- Речь Посполитая — Стефан Баторий, король Польши и великий князь Литовский (1575—1586)
  -  Курляндия и Семигалия — Готхард Кетлер, герцог (1561—1587)
- Русское царство — Иван IV Васильевич Грозный, царь (1547—1584)
- Священная Римская империя — Рудольф II, император (1576—1612)
  - Австрия — 
    - Внутренняя Австрия — Карл II, эрцгерцог (1564—1590)
    - Передняя Австрия и Тироль — Фердинанд II, эрцгерцог (1564—1595)

  - Ангальт — Иоахим Эрнст, князькнязь (1570—1586)
  - Ансбах — Георг Фридрих, маркграф (1543—1603)
  - Бавария — Вильгельм V Благочестивый, герцог (1579—1597)
  - Баден —
    - Баден-Баден — Филипп II, маркграф (1569—1588)
    - Баден-Дурлах — Анна Фельденцская, регент (1577—1584)

  - Байрет (Кульмбах) — Георг Фридрих, маркграф (1553—1603)
  - Бранденбург — Иоганн Георг, курфюрст (1571—1598)
  - Брауншвейг —
    - Брауншвейг-Вольфенбюттель — Юлий, герцог (1568—1589)
    - Брауншвейг-Грубенхаген — Вольфганг, герцог (1567—1595)
    - Брауншвейг-Каленберг — Эрих II, герцог (1540—1584)
    - Брауншвейг-Люнебург — Вильгельм Младший, герцог (1559—1592)

  - Вальдек —
    - Вальдек-Вилдунген — Гюнтер, граф (1577—1585)
    - Вальдек-Ландау — Франц III, граф (1579—1597)
    - Вальдек-Эйсенберг — Джосиа I, граф (1575—1588)

  - Восточная Фризия —
    - Эдцард II, граф (1540—1599)
    - Иоганн, граф (1528—1591)

  - Вюртемберг — Людвиг III, герцог (1568—1593)
  - Ганау —
    - Ганау-Лихтенберг — Филипп IV, граф[англ.] (1538—1590)
    - Ганау-Мюнценберг — 
      - Филипп Людвиг I, граф[англ.] (1561—1580)
      - Филипп Людвиг II, граф[англ.] (1580—1612)

  - Гессен —  
    - Гессен-Дармштадт — Георг I, ландграф (1567—1596)
    - Гессен-Кассель — Вильгельм IV, ландграф (1567—1592)
    - Гессен-Марбург — Людвиг IV, ландграф (1567—1604)
    - Гессен-Рейнфельс[англ.] — Филипп II, ландграф[англ.] (1567—1583)

  - Гогенцоллерн-Гехинген — Эйтель Фридрих IV, граф (1576—1605)
  - Гогенцоллерн-Зигмаринген — Карл II, граф (1576—1606)
  - Гогенцоллерн-Хайгерлох — Кристоф, граф (1576—1592)
  - Гольштейн-Готторп — Адольф, герцог (1544—1586)
  - Гольштейн-Пиннеберг —
    - Йобст II, граф (1531—1581)
    - Адольф XIV, граф (1576—1601)

  - Кёльнское курфюршество — Гебхард Трухзес фон Вальдбург, курфюрст (1577—1583)
  - Лотарингия — Карл III, герцог (1545—1608)
  - Майнцское курфюршество — Даниель Брендель фон Гомбург, курфюрст (1555—1582)
  - Мекленбург —
    - Мекленбург-Гюстров — Ульрих, герцог (1555—1603)
    - Мекленбург-Шверин[англ.] — Иоганн VII, герцог (1576—1592)

  - Монбельяр — Фридрих Вюртембергский, граф (1558—1608)
  - Нассау —
    - Нассау-Вейльбург — 
      - Альберт, граф (1559—1593)
      - Филипп IV, граф (1559—1602)

    - Нассау-Висбаден-Идштейн[нем.] — Иоганн Людвиг I, граф (1568—1596)
    -  Нассау-Дилленбург[англ.] — Иоганн VI, граф (1559—1606)
    - Нассау-Саарбрюккен — Филипп III (Филипп IV Нассау-Вилбургский), граф (1574—1602)

  - Ольденбург — Иоганн VII, граф (1573—1603)
  - Померания —
    - Померания-Барт — Богуслав XIII, герцог (1569—1605)
    - Померания-Вольгаст — Эрнст Людвиг, герцог (1560—1592)
    - Померания-Дарлово — Барним X, герцог (1569—1600)
    - Померания-Штеттин (Щецин) — Иоганн Фридрих I, герцог (1569—1600)

  - Пруссия — Альбрехт Фридрих, герцог (1568—1618)
  - Пфальц — Людвиг VI, курфюрст (1576—1583)
    - Пфальц-Биркенфельд[англ.] — Карл I, пфальцграф[англ.] (1569—1600)
    - Пфальц-Зиммерн-Шпонхайм[англ.] — Рихард, пфальцграф[англ.] (1569—1598)
    - Пфальц-Зульцбах — Отто Генрих, пфальцграф (1569—1604)
    - Пфальц-Нойбург — Филипп Людвиг, пфальцграф (1569—1614)
    - Пфальц-Цвейбрюккен — Иоганн I, пфальцграф (1569—1604)
    - Пфальц-Цвейбрюккен-Фоэнштраус-Паркштайн[англ.] — Фридрих, пфальцграф[англ.] (1569—1597)

  - Савойя — 
    - Эммануил Филиберт, герцог (1553—1580)
    - Карл Эммануил I, герцог (1580—1630)

  - Саксония — Август, курфюрст (1553—1586)
    - Саксен-Веймар — Фридрих Вильгельм I, герцог (1573—1602)
    - Саксен-Кобург — 
      - Иоганн Казимир, герцог (1572—1633)
      - Иоганн Эрнст, герцог (1572—1596)

    - Саксен-Ратцебург-Лауэнбург — Франц I, герцог (1543—1571, 1573—1581)

  - Трирское курфюршество — Якоб фон Эльц-Рюбенах, курфюрст (1567—1581)
  - Чехия — Рудольф II, король (1576—1611)
    - Силезские княжества —
      - Бжегское княжество — Георг II Бжегский, князь (1547—1586)
      - Легницкое княжество — 
        - Фридрих IV Легницкий, князь (1571—1596)
        - Генрих XI Легницкий, князь (1551—1556, 1559—1576, 1580—1581)

      - Олесницкое княжество — Карл II Мюнстербергский, князь (1565—1617)
      - Тешинское (Цешинское) княжество — Адам Вацлав, князь (1579—1617)

  - Шлезвиг-Голштейн-Хадерслев[англ.] — 
    - Ганс, герцог (1544—1580)
    - в 1580 году разделено между Данией и Голштейн-Готторпом

  - Юлих-Клеве-Берг — Вильгельм, герцог (1539—1592)
- Трансильвания — Криштоф Батори, князь[англ.] (1576—1581)
- Франция — Генрих III, король (1574—1589)
  - Арманьяк — Генрих III, король Наварры, граф (1572—1589)
  - Овернь — Екатерина Медичи, графиня (1524—1569, 1574—1589)
  - Фуа — Генрих III, король Наварры, граф (1572—1589)
- Швеция — Юхан III, король (1568—1592)
- Шотландия — Яков VI, король (1567—1625)

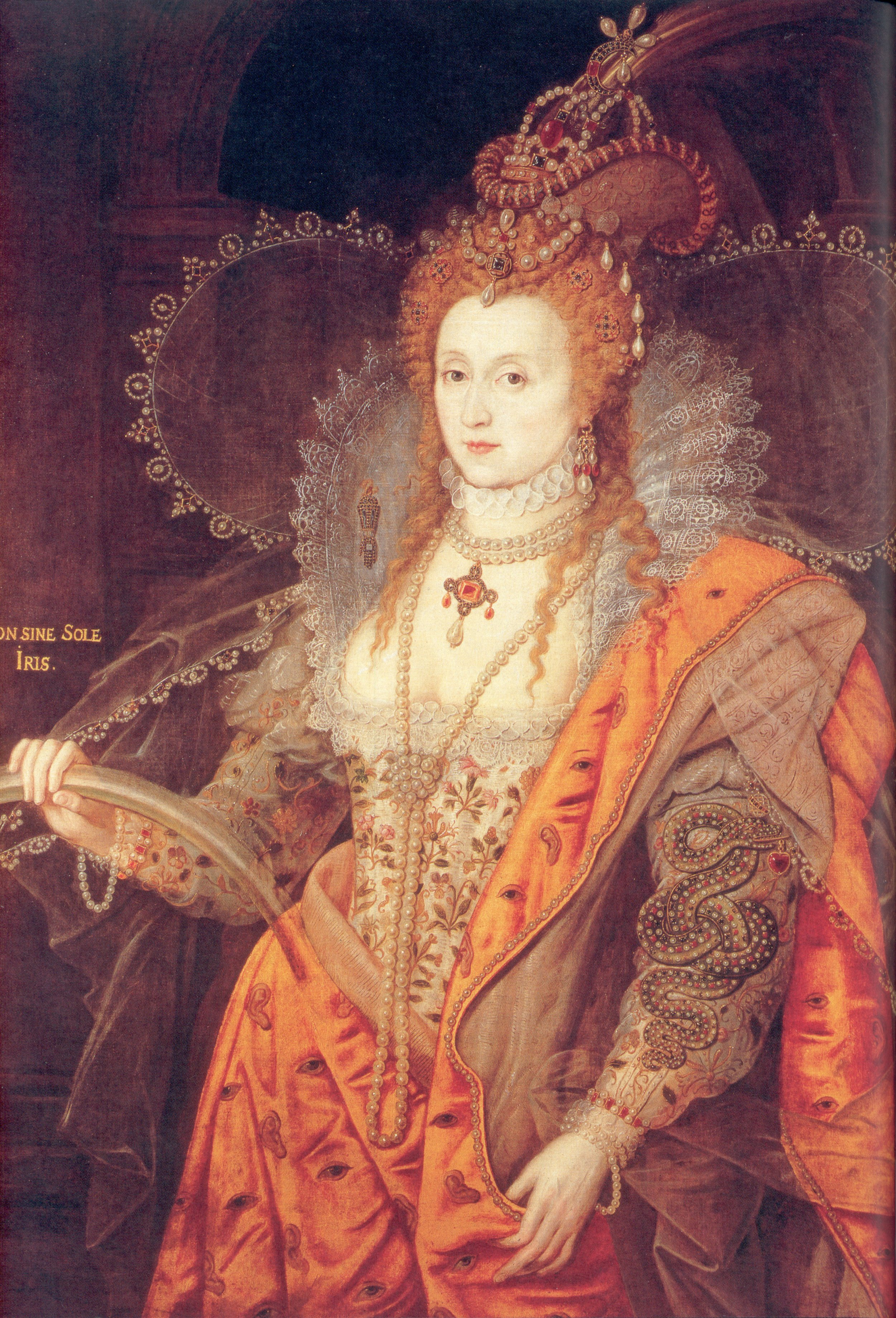
Елизавета I 1558-1603 Королева Англии
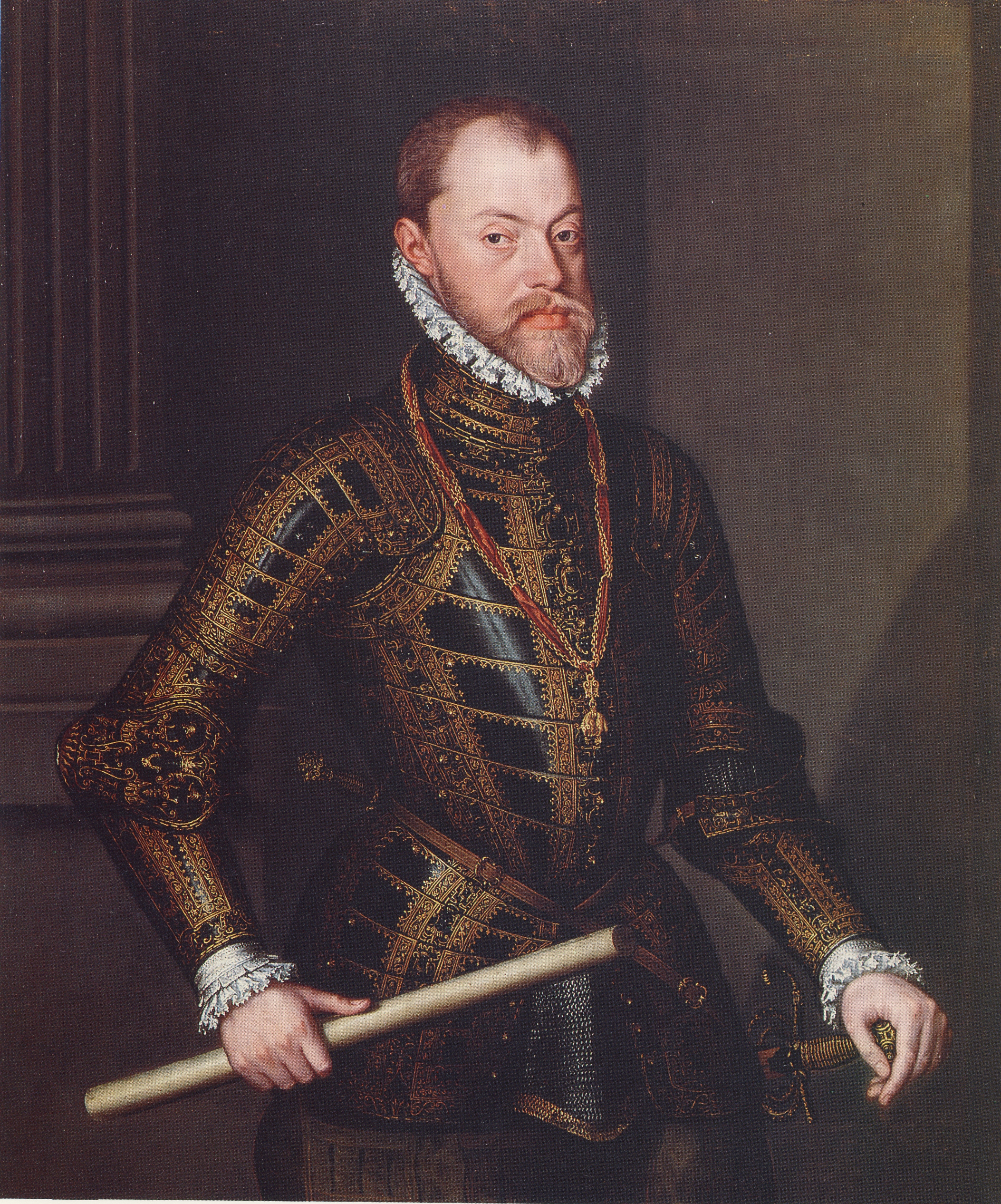
Филипп II 1556-1598 Король Испании
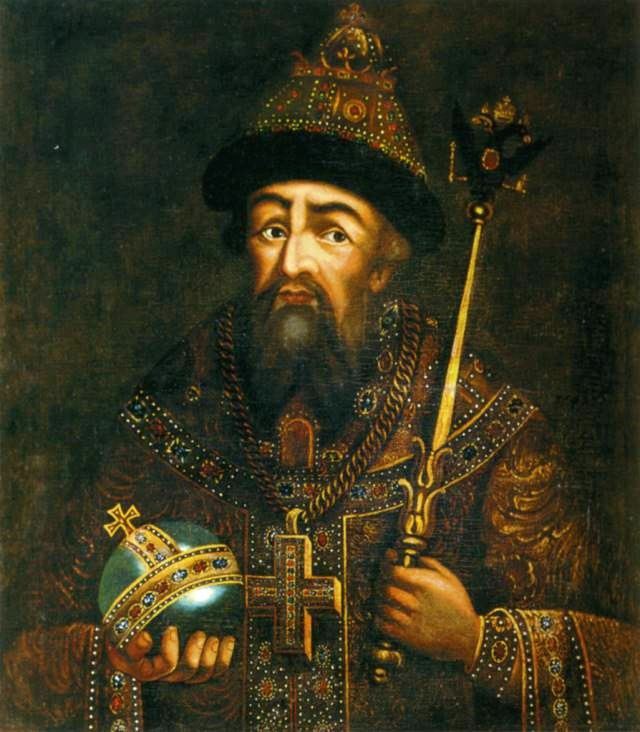
Иван IV Васильевич Грозный 1547-1584 Царь всея Руси
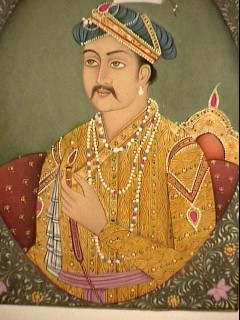
Акбар I Великий 1556-1605 Падишах империи Великих Моголов
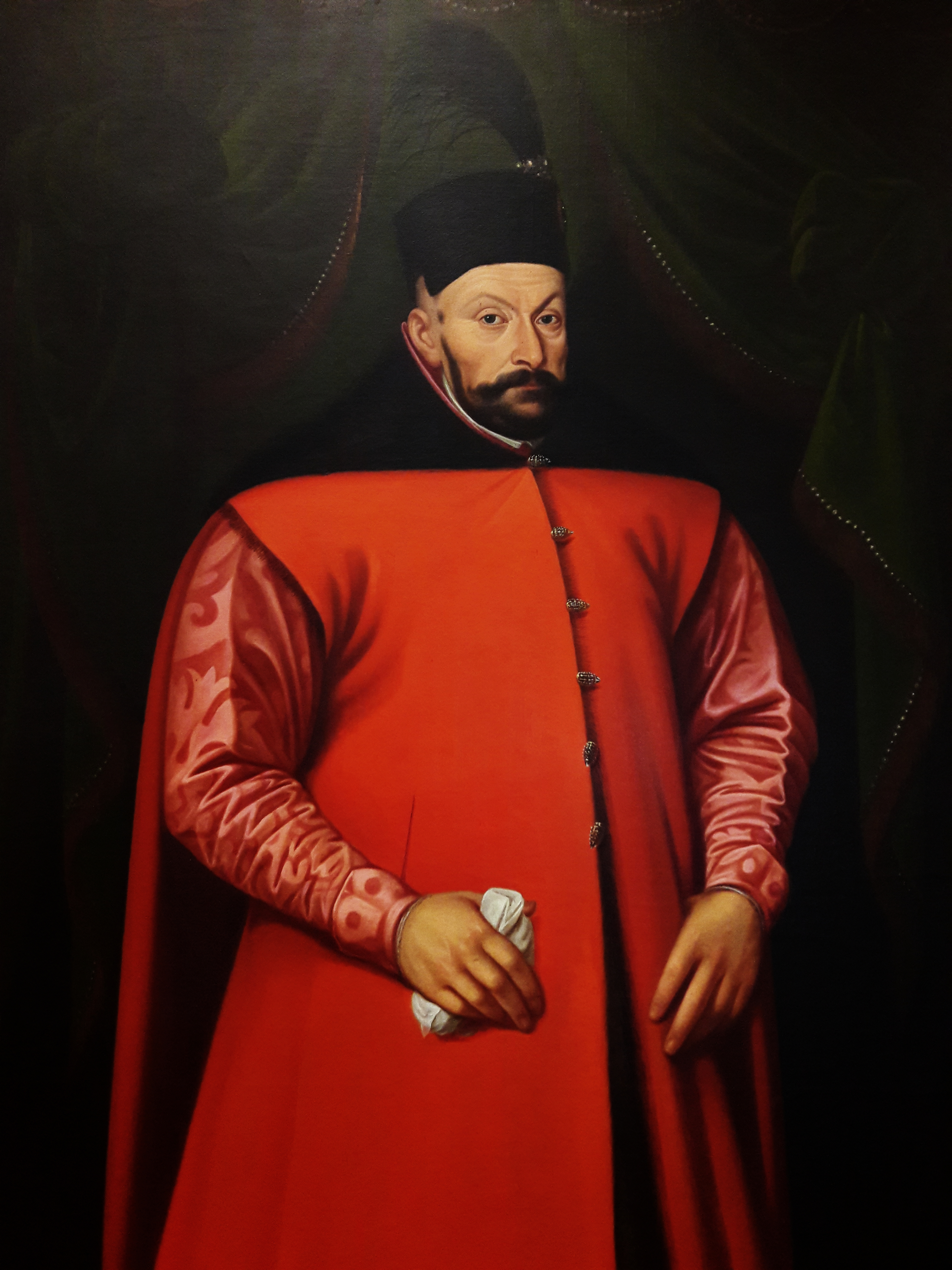
Стефан Баторий 1575-1586 Король Польши и Великий князь Литовский
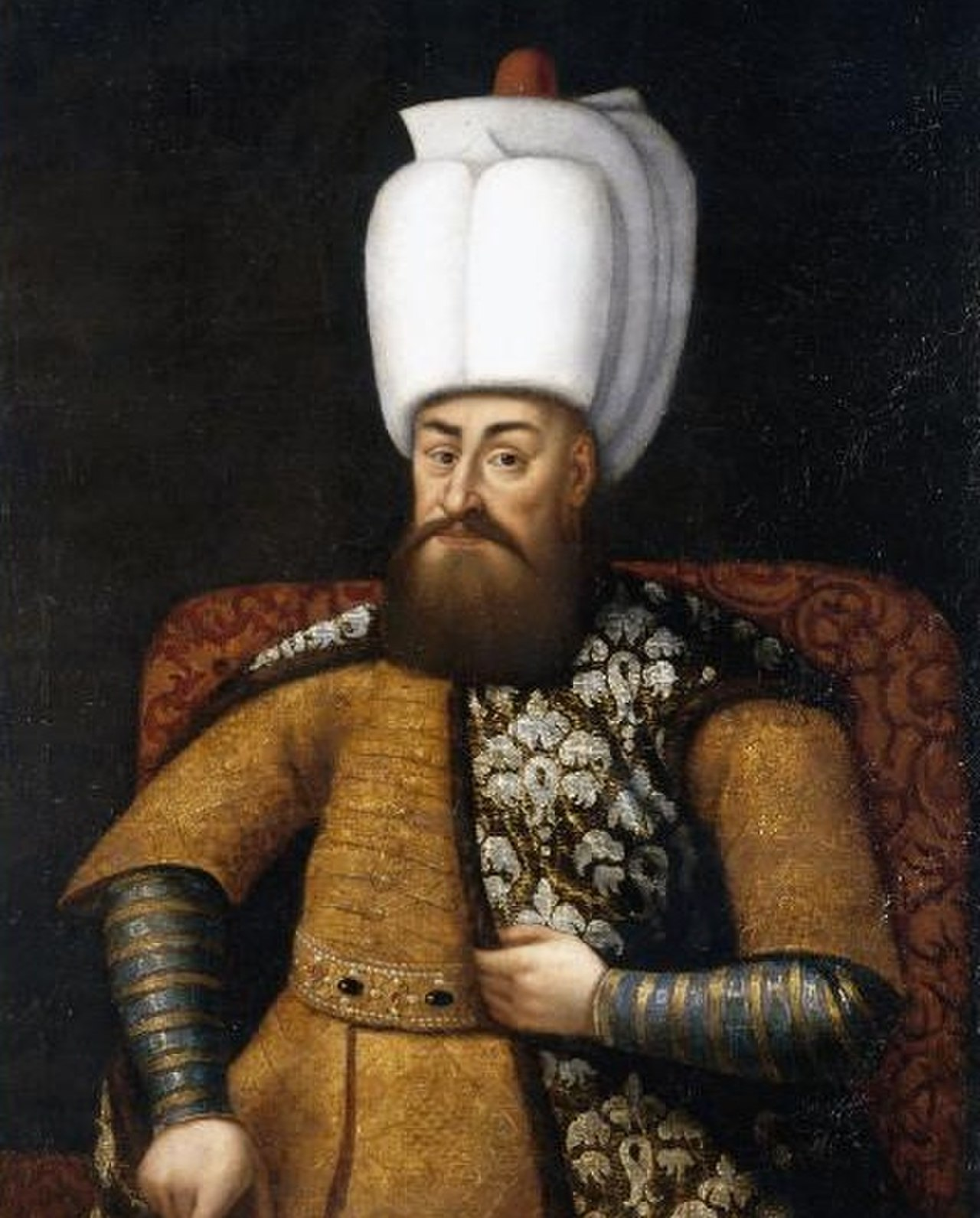
Мурад III 1574-1595 Османский султан
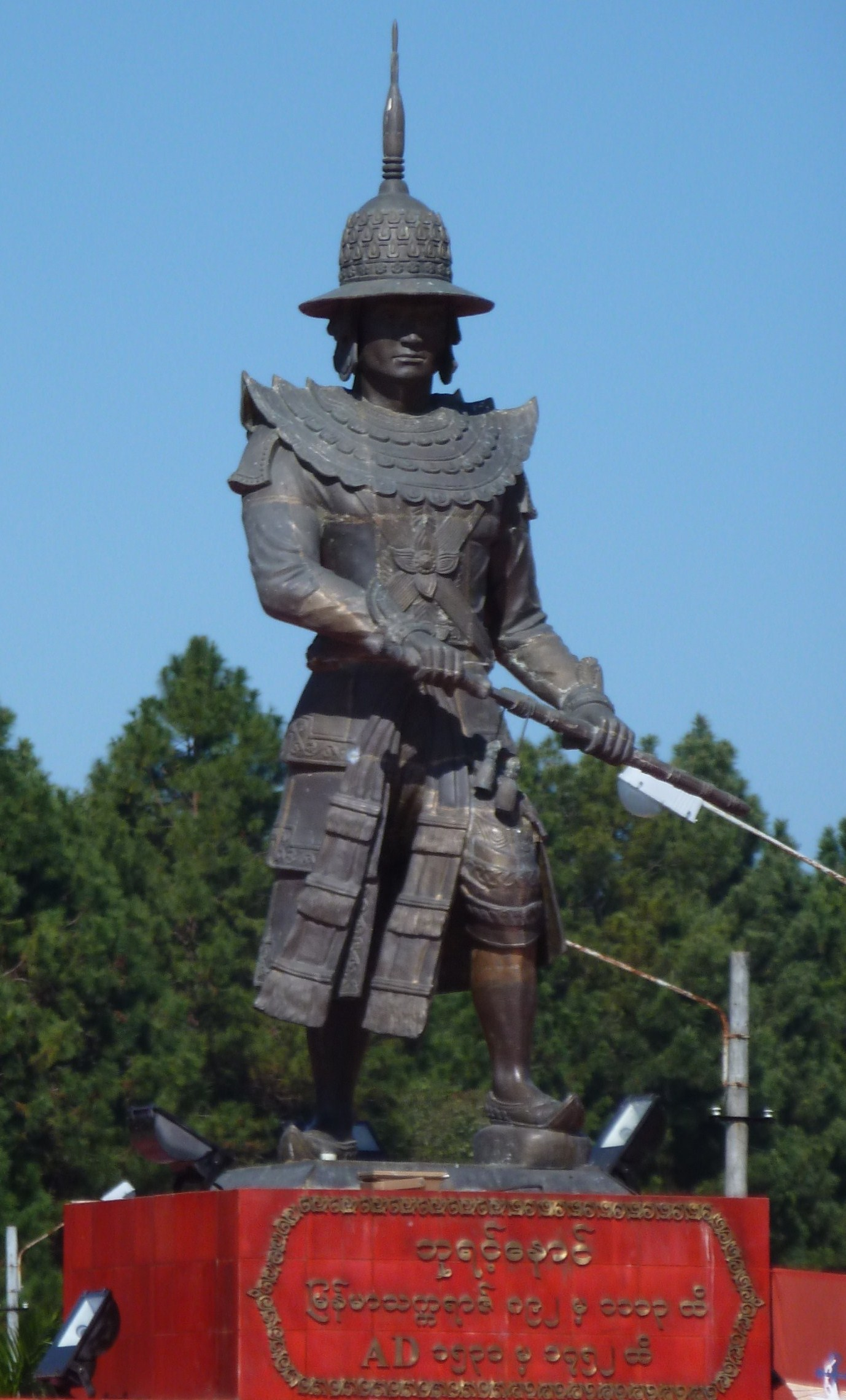
Байиннаун 1550-1581 Царь Мьянмы (Таунгу)
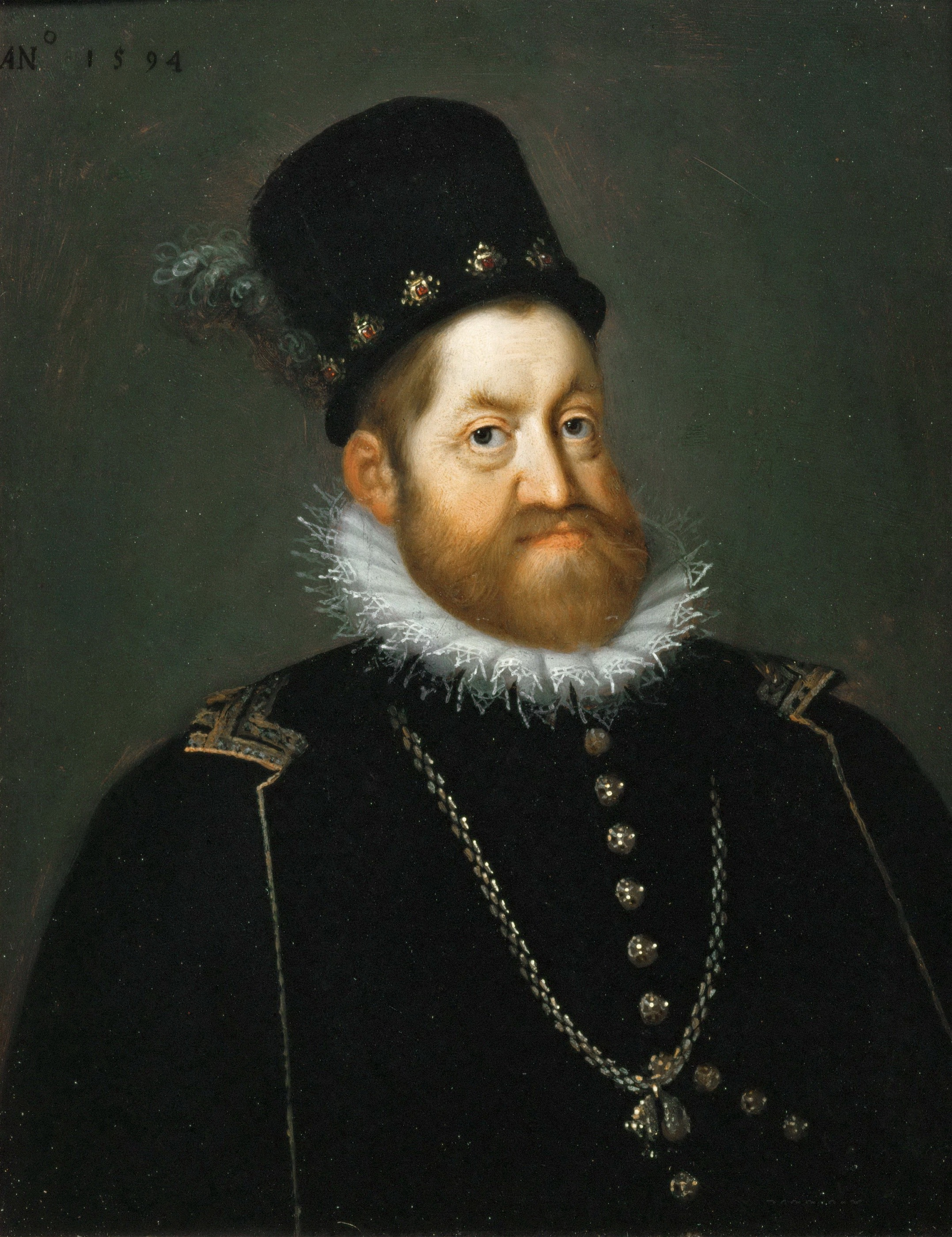
Рудольф II 1576-1612 Император Священной Римской империи, король Венгрии и Чехии
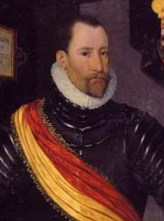
Фредерик II 1559-1588 Король Дании и Норвегии
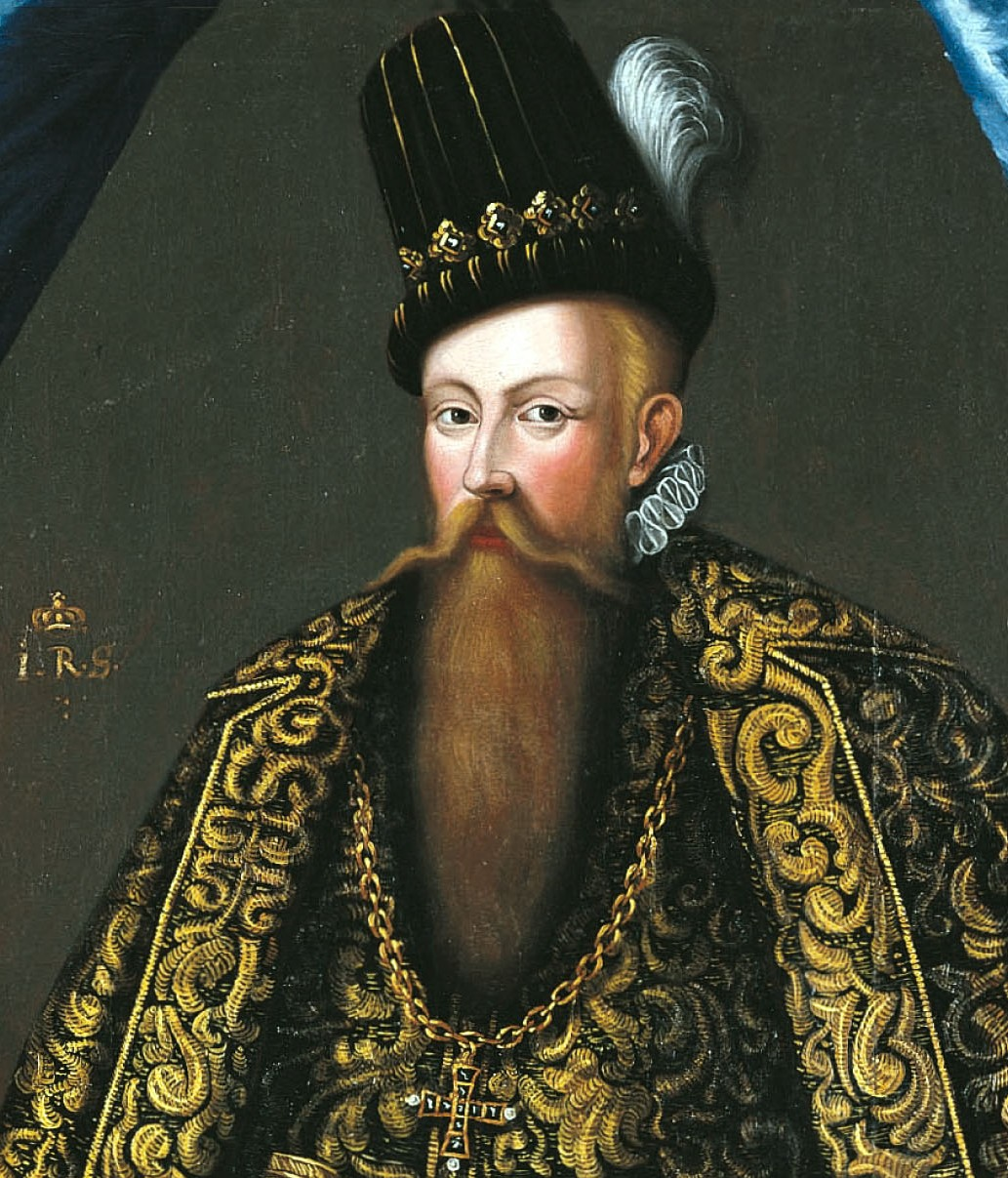
Юхан III 1568-1592 Король Швеции
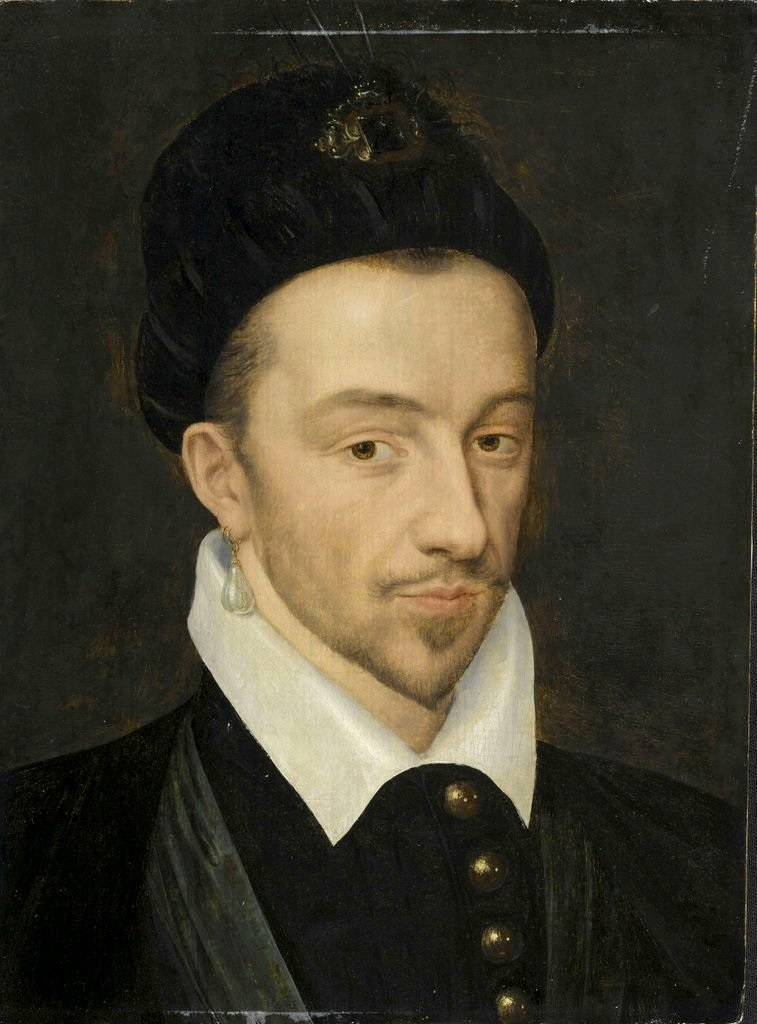
Генрих III 1574-1589 Король Франции
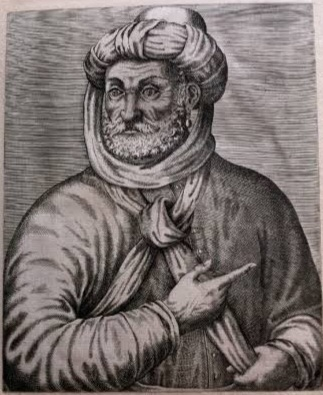
Ахмад II аль-Мансур 1578-1603 Султан Марокко
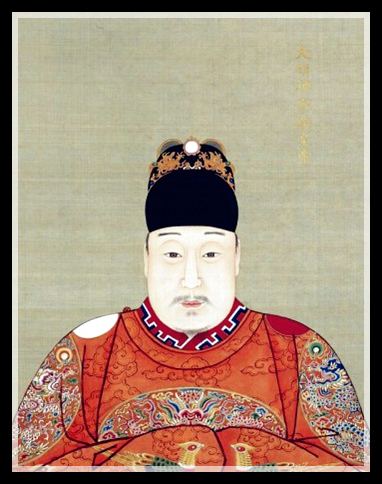
Ваньли 1572-1620 Император Китая
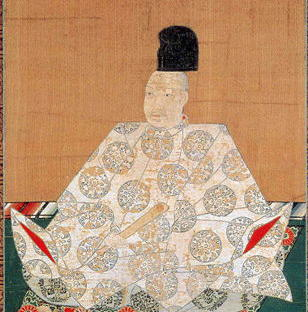
Огимати 1557-1586 Император Японии
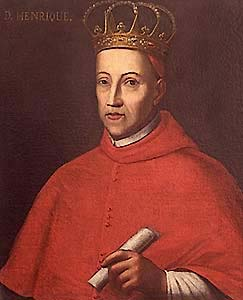
Энрике 1578-1580 Король Португалии
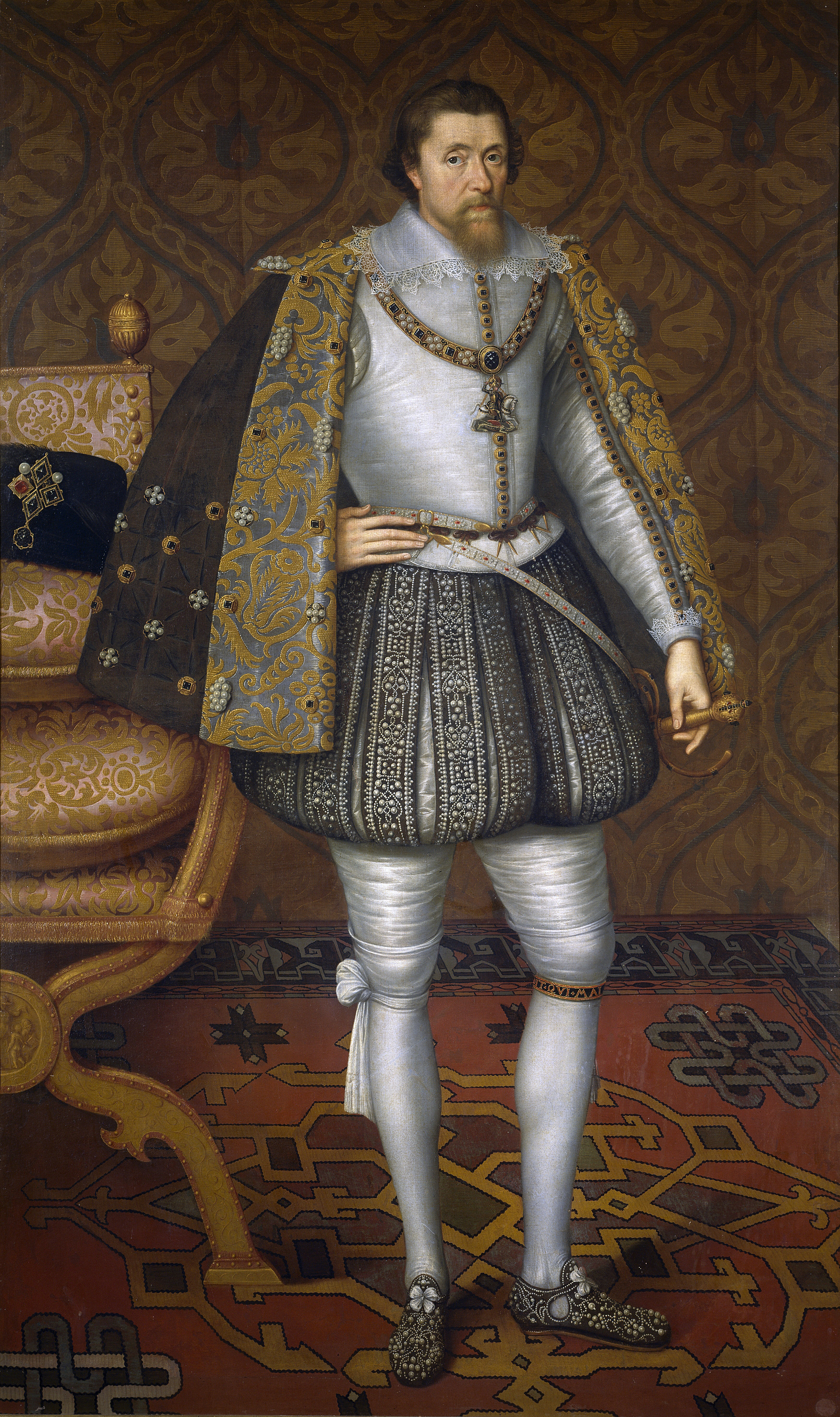
Яков VI Стюарт 1567-1625 Король Шотландии
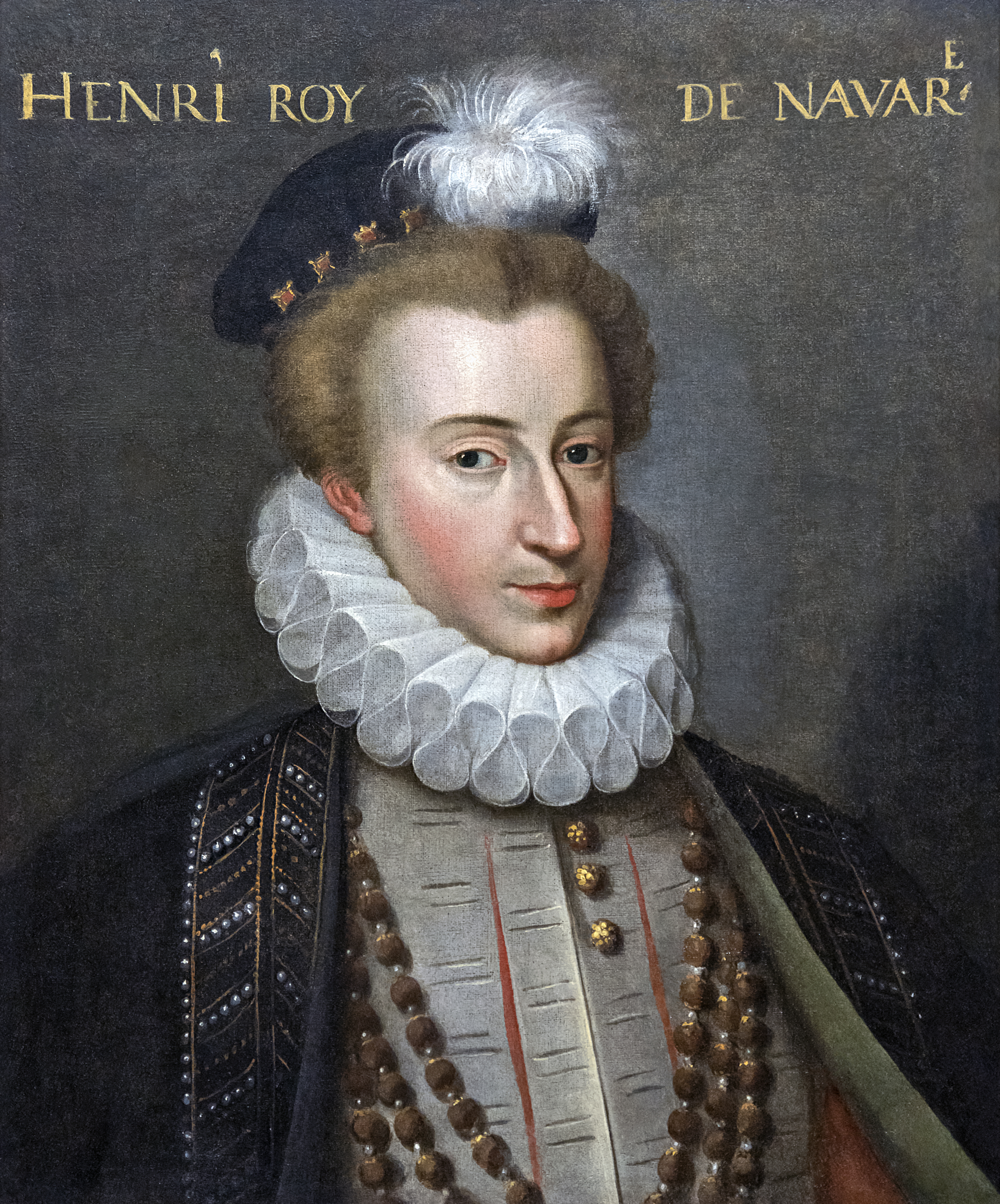
Генрих III 1572-1610 Король Наварры
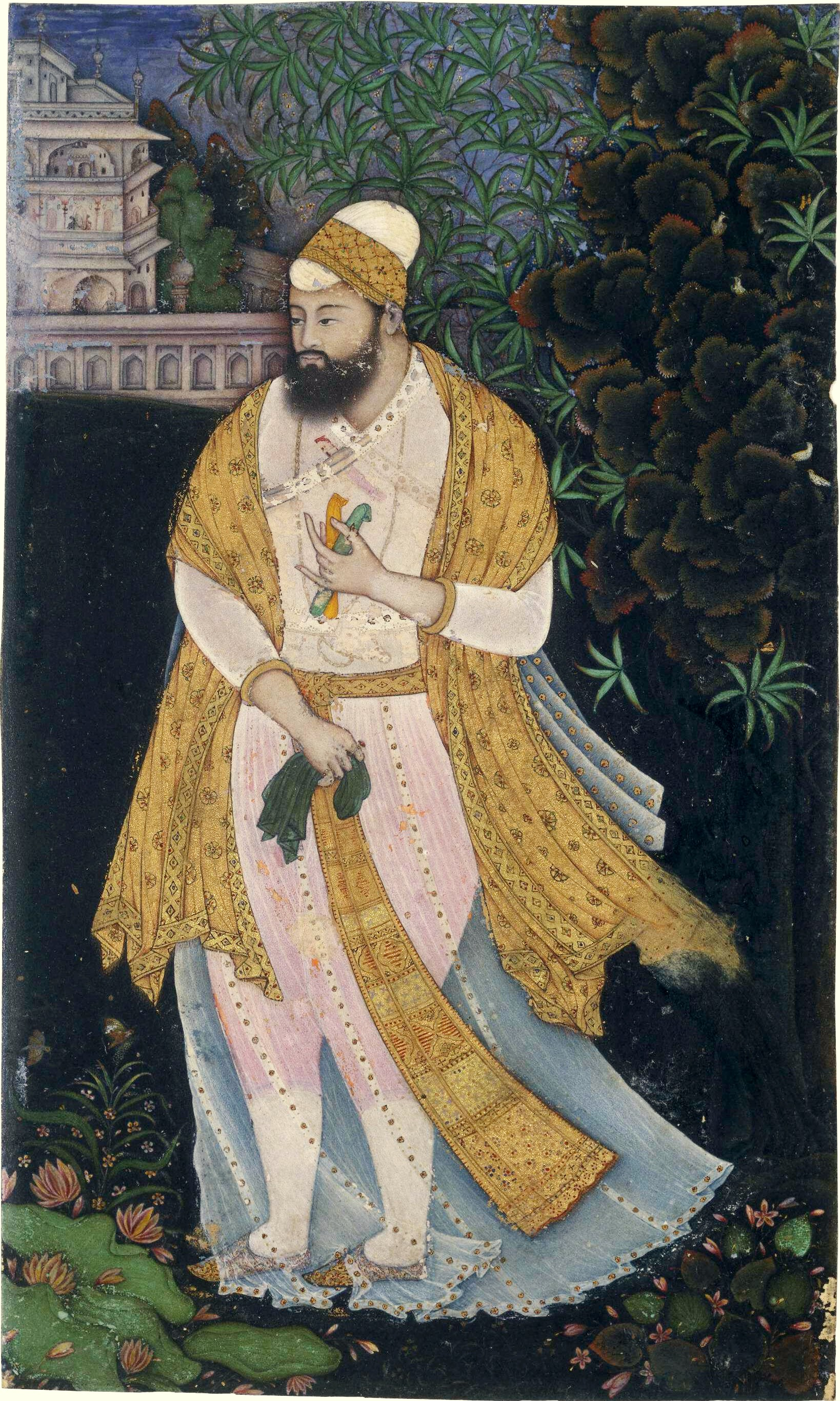
Ибрагим Адил Шах II 1580-1627 Султан Биджапура
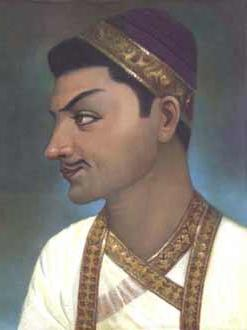
Мухаммад Кули Кутб-шах 1580-1611 Султан Голконды
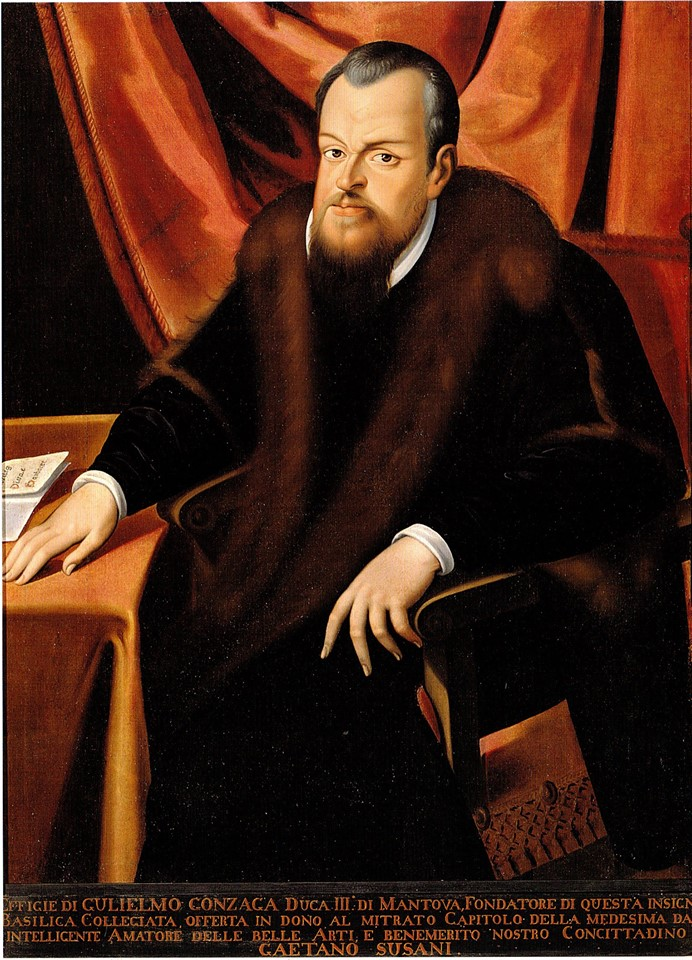
Гульельмо I Гонзага 1550-1587 Герцог Мантуи
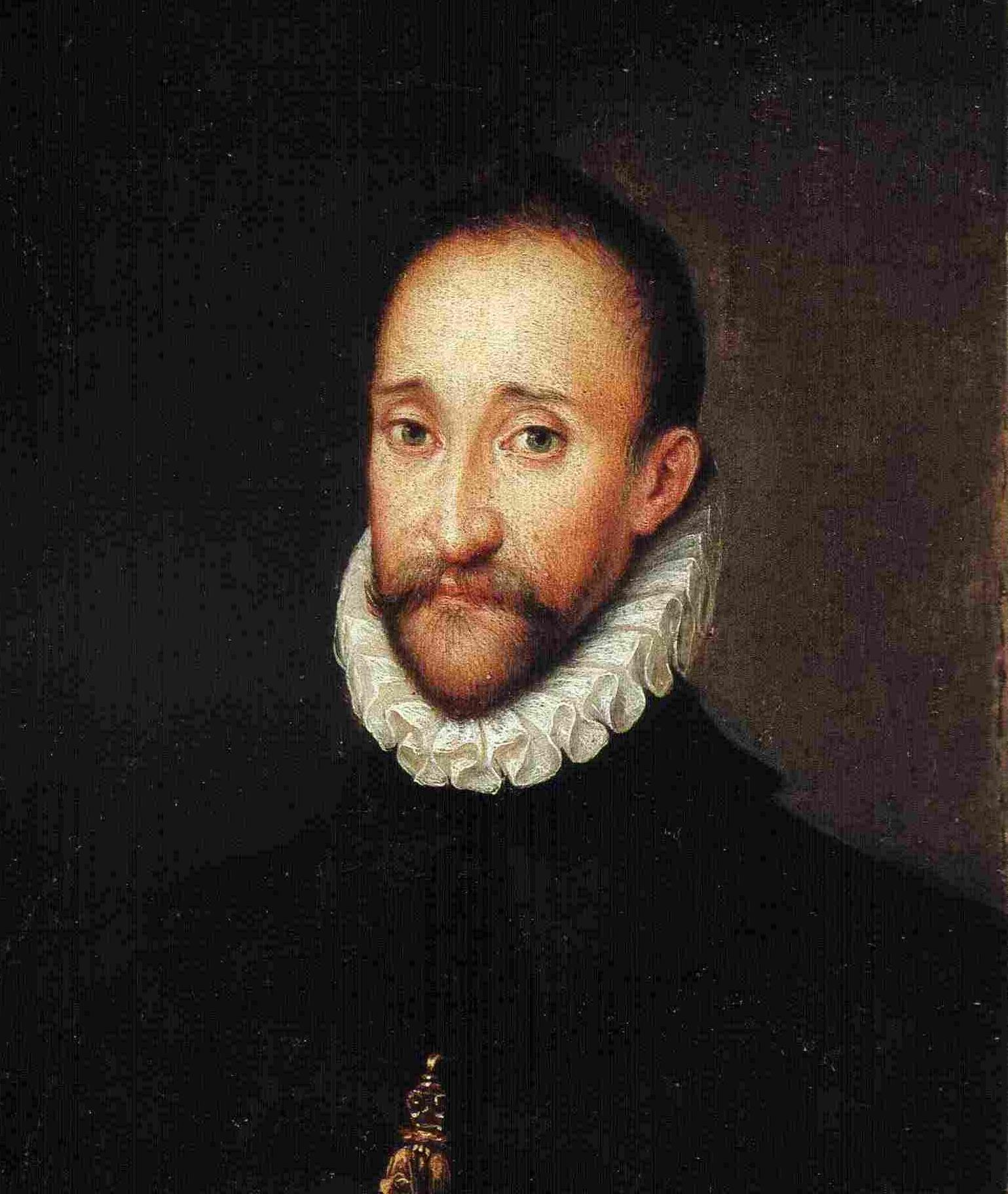
Оттавио Фарнезе 1551-1586 Герцог Пармский
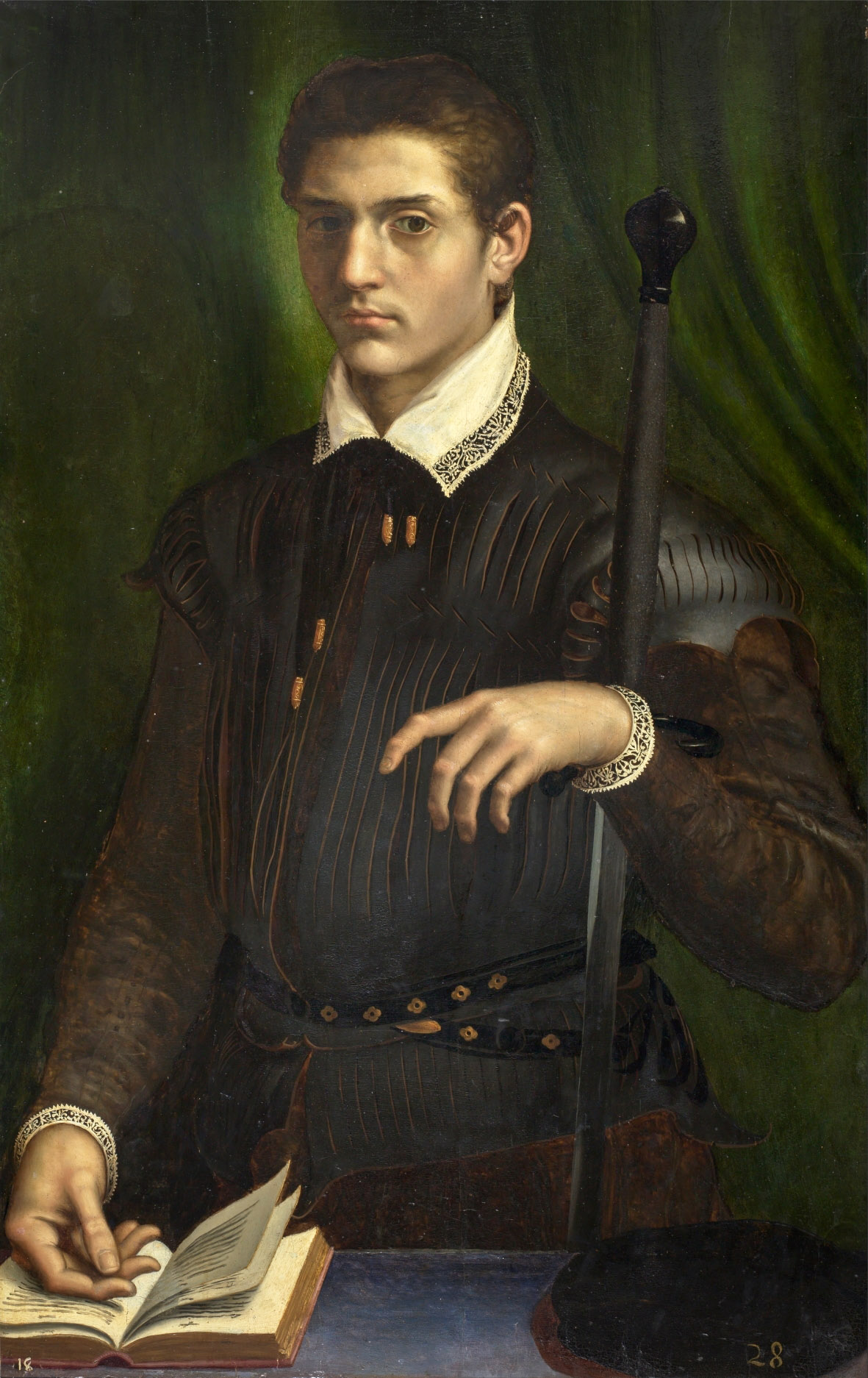
Альфонсо II д’Эсте 1559-1597 Герцог Модены, Феррары и Реджо
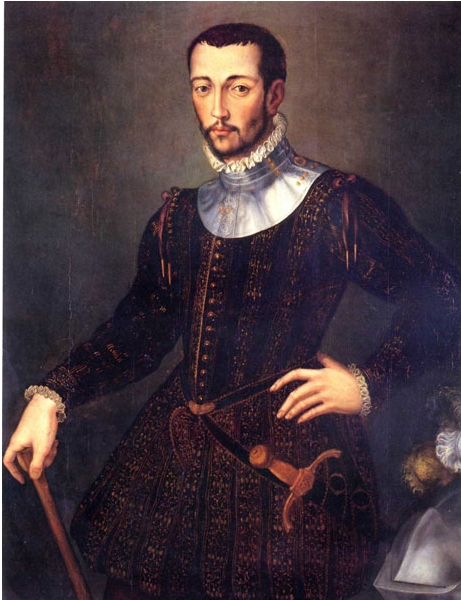
Франческо I Медичи 1574-1587 Великий герцог Тосканский
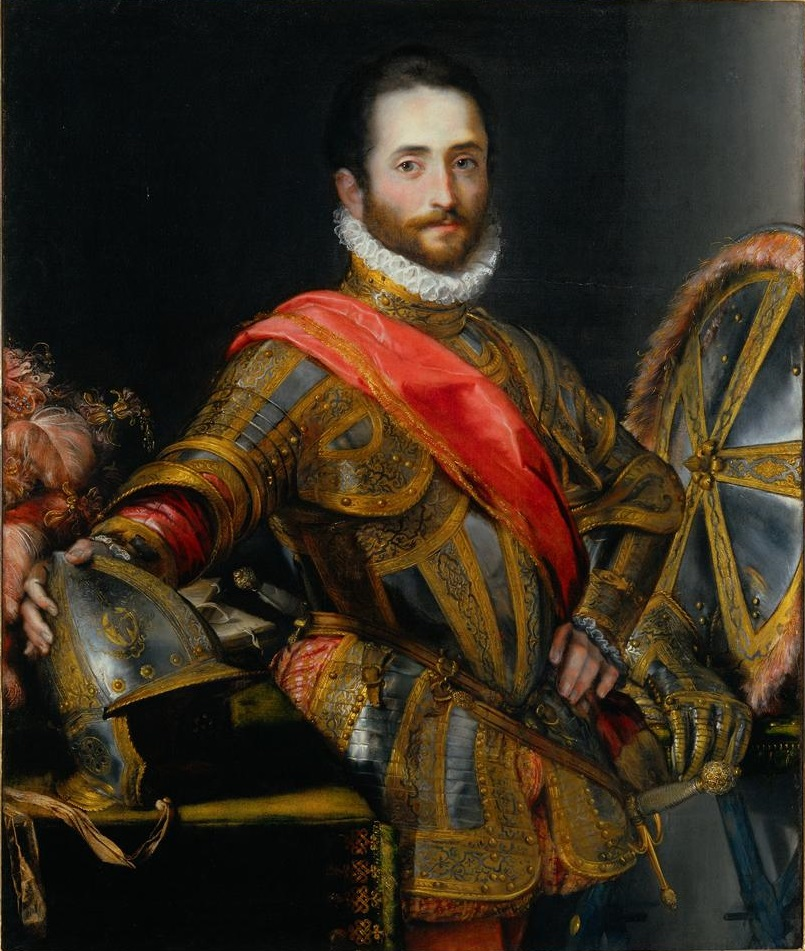
Франческо Мария II делла Ровере 1574-1621, 1623-1631 Герцог Урбино
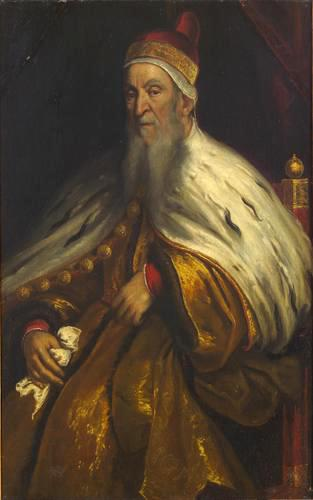
Николо Да Понте 1578-1585 Дож Венеции
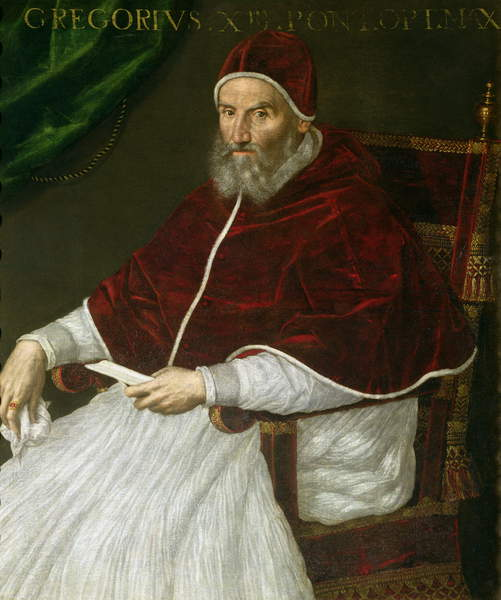
Григорий XIII 1572-1585 Папа Римский